# La Big Bertha
La Big Bertha, nom de scène de Loïc Assemat, né le 19 mai 1985 à Castres, en Occitanie, est une drag queen, comédienne et chanteuse française. Il est également connu pour sa participation à la saison 1 de Drag Race France et à la saison 1 de  Drag Race France All Stars. 

## Biographie

### Jeunesse
Loïc Assemat découvre et s'enthousiasme pour le théâtre, le spectacle musical et la danse très jeune. Outre le drag, il est inspiré par le néo-burlesque, se définissant comme un artiste « draglesque ».

### Drag Race Franceet activité artistique
La Big Bertha (nom de scène inspiré par l'obusier allemand) se fait connaître du grand public par sa participation à la saison 1 de Drag Race France, en 2022, compétition où elle termine en 5e position,,.
Dans ses spectacles, elle aborde en particulier les sujets de la grossophobie, des lesbiennes, gays, bisexuels et transgenres et des femmes.
A la suite de la cérémonie d'ouverture des Jeux olympiques d'été de 2024, La droite et de l'extrême-droite réagissent hostilement à la reproduction supposée de La Cène, fresque de Léonard de Vinci, avec des drag queens et d'autres personnes LGBT, La Big Bertha répond qu'elle est « extrêmement fière » de cette reproduction de la scène religieuse en tant que chrétienne. Thomas Jolly, le metteur en scène, démentira par la suite s'être inspiré de la fresque pieuse.
Elle fait la première partie de la chanteuse Santa (chanteuse), lors de sa tournée qui débute en juin 2025. 

### Cyberharcèlement
En 2024, elle voit son compte Instagram invisibilisé à la suite de signalements notamment d'une publication un peu dénudée, ce qui fait chuter ses revenus.
Par la suite, La Big Bertha sera aussi la cible de menaces de mort pendant ses participations à Drag Race France du d'une part  à son drag néo-burlesque mais aussi pour son interprétation au Snatch Game de Maïté. Les internautes utilisent son poids et son apparence physique comme arguments contre elle.